# قرنيات الوجه
قرنيات الوجه فصيلة من العظائيات تتبع دون رتبة مثيلات قرنيات الوجه.